# Wangen im Allgäu
Wangen im Allgäu es una ciudad histórica alemana del sureste de Baden-Württemberg. Se encuentra al noreste de Lago de Constanza en la parte oeste de Allgäu. Es la segunda ciudad más grande (población: 27.157 en 2005) del  Ravensburg.

## Geografía
Wangen in Allgäu se encuentra ubicada en la orilla norte de la parte alta del río Argen que se dirige al lago Constanza. La parte baja del Argen fluye más allá del noroeste de Wangen y une al suroeste de la ciudad con la parte alte del Argen. La ciudad actualmente está conformada por el centro histórico, así como por numerosos distritos cercanos.

## Historia
La primera referencia documental de la ciudad data del año 815, cuando se cita la ciudad de "wangun" en un documento conventual. En 1217, el emperador Federico II manifestó por escrito que Wangen debía permanecer en manos del rey. En 1286 , el rey Rodolfo I concedió a Wangen el estatus de ciudad libre imperial. Durante la Baja Edad Media , el crecimiento de la ciudad se vio favorecido por su ubicación en la encrucijada entre Ravensburg, Lindau, Leutkirch e Isny y el creciente comercio a través de los Alpes.
La producción y exportación de bienes manufacturados, en particular guadañas y lienzos, proporcionaron una enorme balanza comercial positiva a la ciudad, cuyo excedente se utilizó para adquirir tierras fuera de las murallas de la ciudad, proporcionándole una salvaguardia contra las fluctuaciones económicas.
En 1802, durante la mediatización alemana, Wangen perdió su condición de ciudad libre y se incorporó al Reino de Baviera, para más adelante cambiar de manos en 1810 al Reino de Württemberg. En 1936, la ciudad pasó a ser oficialmente denominada "Wangen en Allgäu"
A partir de 1938 hasta a su disolución e integración en el distrito de Ravensburg en 1972, Wangen fue la capital del distrito rural de Wangen. En 1973, Wangen fue designada oficialmente por el gobierno del estado de Baden-Württemberg como Großen Kreisstadt (gran ciudad del distrito), debido a que su población había alcanzado 20.000 habitantes.
En 1999, la inundación más grande de los últimos 50 años de historia anegó completamente la parte baja de Wangen. La ciudad se inundó de nuevo en 2006 por la parte alta del río Argen.